# Prima Divisione Sardegna 1946-1947
Il Campionato Sardo di Prima Divisione 1946-1947 fu la massima espressione del movimento calcistico della Sardegna nella stagione sportiva 1946-1947.
Le gravissime difficoltà economiche e logistiche che avevano costretto alla separazione dell'isola dal sistema calcistico italiano, e che non erano state superate con la fine del conflitto, ebbero termine alla fine di questa stagione agonistica. In ogni caso, comunque, il reintegro dei club sardi nelle categorie nazionali non avvenne sulla base dei verdetti del campo, ma bensì per decisione politica e soddisfacendo i parametri infrastrutturali richiesti.

## Squadre partecipanti
| Club                  | Città (provincia)          | Stagione precedente |
| --------------------- | -------------------------- | ------------------- |
| U.S. Aquila           | Cagliari                   |                     |
| S.S. Audax            | Calangianus (SS)           |                     |
| A.S. Bacu Abis        | Bacu Abis di Carbonia (CA) |                     |
| U.S. Cagliari         | Cagliari                   |                     |
| G.S. Carbosarda       | Carbonia (CA)              |                     |
| S.E.F. Gallura        | Tempio Pausania (SS)       |                     |
| Pol. Ilvarsenal       | La Maddalena (SS)          |                     |
| A.S. Macomer          | Macomer (NU)               |                     |
| A.C. Az. Montevecchio | Guspini (CA) Arbus (SU)    |                     |
| S.E.F. Nettuno        | Alghero (SS)               |                     |
| U.S. Nuorese          | Nuoro                      |                     |
| U.S. Olbia            | Olbia (SS)                 |                     |
| A.S. Ozieri           | Ozieri (SS)                |                     |
| U.S. Quartu           | Quartu Sant'Elena (CA)     |                     |
| S.P. Tharros          | Oristano (CA)              |                     |
| S.E.F. Torres         | Sassari                    |                     |

## Classifica
|  | Pos. | Squadra        | Pt | G  | V  | N  | P  | GF | GS | DR  |
|  | ---- | -------------- | -- | -- | -- | -- | -- | -- | -- | --- |
|  | 1    | Quartu         | 49 | 30 | 23 | 3  | 4  | 77 | 23 | +54 |
|  | 2.   | Carbosarda     | 47 | 30 | 21 | 5  | 4  | 79 | 41 | +38 |
|  | 3.   | Cagliari       | 45 | 30 | 20 | 5  | 5  | 74 | 32 | +42 |
|  | 4.   | Torres         | 36 | 30 | 14 | 8  | 8  | 72 | 39 | +33 |
|  | 5.   | Bacu Abis      | 35 | 30 | 14 | 7  | 9  | 65 | 35 | +30 |
|  | 6.   | Tharros        | 34 | 30 | 15 | 4  | 11 | 61 | 43 | +18 |
|  | 7.   | Audax          | 29 | 30 | 11 | 7  | 12 | 58 | 52 | +6  |
|  | 7.   | Gallura        | 29 | 30 | 9  | 11 | 10 | 35 | 50 | -15 |
|  | 9.   | Ozieri         | 27 | 30 | 12 | 3  | 15 | 54 | 57 | -3  |
|  | 10.  | Nuorese        | 25 | 30 | 7  | 11 | 12 | 39 | 55 | -16 |
|  | 10.  | Olbia          | 25 | 30 | 9  | 7  | 14 | 40 | 63 | -23 |
|  | 12.  | Montevecchio   | 23 | 30 | 9  | 5  | 16 | 40 | 57 | -17 |
|  | 13.  | Ilvamaddalena  | 22 | 30 | 8  | 6  | 16 | 33 | 58 | -25 |
|  | 14.  | Nettuno        | 19 | 30 | 5  | 9  | 16 | 32 | 69 | -37 |
|  | 15.  | Macomer        | 18 | 30 | 7  | 4  | 19 | 23 | 66 | -43 |
|  | 16.  | Aquilacagliari | 17 | 30 | 6  | 5  | 19 | 40 | 82 | -42 |

Legenda:
      Promosso in Serie B 1947-1948.
      Promosso in Serie C 1947-1948.
      Retrocesso in Seconda Divisione.
Regolamento:
Due punti a vittoria, uno a pareggio, zero a sconfitta.
Pari merito in caso di pari punti.
Note:
Cagliari inserito in Serie B 1947-1948 d'ufficio e per principio dalla FIGC quale migliore società sarda in quanto a meriti sportivi pregressi.
Carbosarda, Torres e Olbia ammesse in Serie C 1947-1948 in quanto uniche altre tre società sarde in regola coi requisiti essenziali stabiliti della F.I.G.C. ossia dimensioni dei campi sportivi e solidità finanziaria.
Quartu campione di Sardegna 1947-1948. Il primo posto non dava automaticamente diritto alla promozione.